# Hye-Sook Park

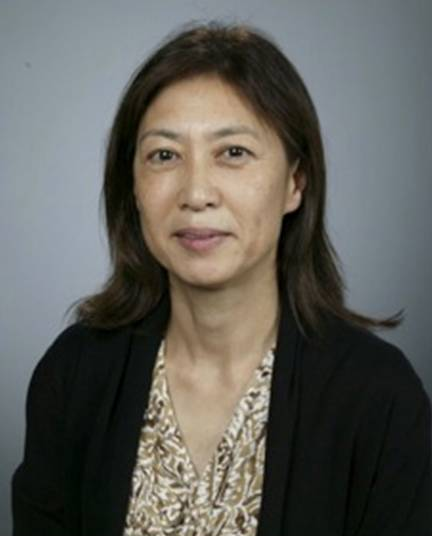
Hye-Sook Park (2013)

Hye-Sook Park (koreanisch: 박혜숙; * 3. Januar 1959 in Cheongju) ist eine südkoreanisch-US-amerikanische Astro- und Plasma-Physikerin.

## Herkunft und Ausbildung
Hye-Sook Park wuchs in Südkorea auf. Mit 21 Jahren ging sie in die USA an die Pfeiffer University in Misenheimer, North Carolina, wo sie die erste asiatische Studentin war. Unterstützt durch ein Stipendium der United Methodist church absolvierte sie das komplette Grundstudium in einem Jahr.
Ihre herausragenden Zeugnisse ermöglichten ihr, ein Teilchenphysik-Studium an der University of Michigan in Ann Arbor aufzunehmen. Dort arbeitete Park am IMB Proton Lifetime experiment, einem Joint Venture der University of California in Irvine, der University of Michigan und des Brookhaven National Laboratory auf Long Island. In einer unterirdischen Salzmine wurde ein Detektor zum Nachweis von Protonenzerfall installiert, bestehend aus einem würfelförmigen Wassertank von 20 Metern Seitenlänge. Der Detektor befand sich ca. 600 Meter unterhalb des Eriesee, wo er gegen die kosmische Strahlung abgeschirmt war. Der Protonenzerfall spielt eine zentrale Rolle in den Bemühungen, die Erkenntnisse zur Teilchenphysik und zu den bekannten Grundkräften auf ein Grundprinzip zurückzuführen. Auch wenn das Projekt sein zentrales Ziel, den Nachweis eines Protonenzerfalls, nicht erreichte, wurde es berühmt, weil es 1987 erstmals schwach wechselwirkende Neutrinos aus der Explosion einer Supernova, der SN1987A in der Großen Magellanschen Wolke im Sternbild Schwertfisch, nachweisen konnte.
1985 schloss Park ihr Studium als Ph.D. ab.

## Karriere
Park übernahm eine Postdoc-Stelle an der University of California in Berkeley, wo sie an einem Detektor für isolierte Quarks im Quark-Gluon-Plasma-Zustand arbeitete.
Park wechselte an das Lawrence Livermore National Laboratory (LLNL), wo sie Forschung im Rahmen der Strategic Defense Initiative (SDI) betrieb. Ziel war, ein Teleskop mit digitaler Registrierung zu entwickeln in Zeiten, in denen es noch keine Digitalkameras gab. Mithilfe von Algorithmen und entsprechender Soft- und Hardware erstellte sie einen Prototyp mit einem 60°-Gesichtsfeld, das Satelliten in Echtzeit verfolgen konnte.
Park arbeitete weiter an kleinen Detektorsystemen und Satelliten, von denen einer zur Kartographierung von Gesteinsformationen auf dem Mond eingesetzt wurde. Dieser Satellit mit dem Spitznamen Clementine lieferte als erster eine exakte Darstellung von Nord- und Südpol sowie der erdabgewandten Seite des Mondes.
Zusammen mit NASA-Wissenschaftlern wertete sie die Daten von sechs verschiedenen Kameratypen des Satelliten aus. Nach Parks Angaben würden viele dieser technischen Errungenschaften heute bei Mobiltelefonen und der Kartierung der Erdoberfläche mit Anwendungen wie Google Maps kommerziell genutzt.
Park war in der Folge wieder an hochrangigen astrophysikalischen Experimenten beteiligt, darunter dem Gamma Ray Burst Project, bei dem sie ein Teleskop einsetzte, welches als Prototyp für SDI entwickelt worden war, um Gammastrahlenausbrüche mit verschiedenen Wellenlängen zu registrieren und das gesamte Spektrum der Ereignisse zu analysieren. Gemeinsam mit ihrem NASA-Kollegen Goddard entwickelte sie einen Algorithmus, der schnelle Reaktionen auf Ausbrüche ermöglichte. Dieser Algorithmus kommt immer noch weltweit bei terrestrischen und weltraumstationären Teleskopen zum Einsatz. Mit dieser neuen Technologie ließ sich schließlich wissenschaftlich nachweisen, dass die Ursprünge der Gammastrahlen-Ausbrüche nicht in der Milchstraße, sondern außerhalb unserer Galaxie liegen.
Aufgrund begrenzter Forschungsmittel für diesen Bereich, entschied sich Park 2003, in einen anderen Bereich zu wechseln. Sie ging an die National Ignition Facility (NIF) am Lawrence Livermore National Laboratory (LLNL) in Livermore (Kalifornien) und beschäftigte sich in der Folge mit Laser-Plasmaphysik. Sie forscht mit Kurz-Puls-Lasern über dadurch ausgesendete hochenergetische Röntgenstrahlen. Ein weiterer Schwerpunkt ihrer Arbeit sind Materialuntersuchungen mit extrem hohen Drücken, wie sie die NIF generieren kann. Hierbei ergeben sich auch immer wieder Anknüpfungspunkte zu astrophysikalischen Fragestellungen.

## Ehrungen
- 2010 Aufnahme als Fellow in die American Physical Society[2]

## Privates
Park hat eine Tochter, die ebenfalls Physikerin ist.

## Veröffentlichungen (Auswahl)
- mit S. J. M. Ali et al.: Techniques for studying materials under extreme states of high energy density compression in Physics of Plasmas 28(6):060901, Juni 2021
- mit C. C. Kuranz et al.: How high energy fluxes may affect Rayleigh–Taylor instability growth in young supernova remnants in Nature Communications 9(1), April 2018
- mit Robert E. Rudd et al.: Modeling of grain size strengthening in tantalum at high pressures and strain rates in AIP Conference Proceedings 1793(1):110004, Januar 2017
- mit E. Ables et al.: Real-Time Optical Flux Limits from Gamma-Ray Bursts Measured by the Gamma-Ray Optical Counterpart Search Experiment in The Astrophysical Journal 490(1):99, November 1997
- mit T. S. Axelrod et al.: Multiple Target Tracking in a Wide-Field-of-View Camera System in Proceedings of SPIE – The International Society for Optical Engineering, September 1990